# Fabíola (1918)
Fabíola (também intitulado "A igreja das catacumbas") é um filme mudo italiano de 1918, baseado no romance de Nicholas Patrick Wiseman, ambientado nos primeiros tempos do Cristianismo. 

## Elenco
- Elena Sangro ... Fabiola
- Giulia Cassini-Rizzotto ... Lucina
- Bruto Castellani ... Quadrato
- Amleto Novelli ... Fulvio
- Augusto Mastripietri ... Eurota
- Livio Pavanelli ... Sebastião